# Málaga Este
Málaga Este (2) es uno de los once distritos en que está dividida administrativamente la ciudad de Málaga. En el distrito, se encuentran alguno de los barrios con mayor renta per cápita y poder adquisitivo de Málaga como Cerrado de Calderón, El Limonar, El Mayorazgo, El Morlaco o Pinares de San Antón, y desde el siglo XIX y a excepción de barrios humildes de pescadores como Pedregalejo o El Palo, ha sido por excelencia la zona de la burguesía y aristocracia malagueña en contraste con los barrios obreros situados al oeste.  
Limita al norte con los términos municipales de Colmenar y Comares (en los Montes de Málaga), al este con los términos municipales de El Borge, Moclinejo y Totalán, al sur con el mar Mediterráneo, al oeste con el distrito Ciudad Jardín, al sureste con el término municipal de Rincón de la Victoria, y al suroeste con el distrito Centro. Según datos del Ayuntamiento de Málaga de enero de 2005, en el distrito Este estaban censadas 65.881 personas.

## Historia
La mayoría de los barrios que lo componen aparecieron durante el siglo XIX, tras la adquisición de algunas fincas para la burguesía malagueña, entre otros El Limonar, La Caleta, Miramar y Pedregalejo. Desde entonces esta es una zona de clase media y alta donde predominan las viviendas unifamiliares a menudo con espacio ajardinado, aunque también se encuentran antiguos barrios de pescadores como El Palo. Por su carácter eminentemente recreativo y residencial de alto poder adquisitivo, abundan las villas, muchas de las cuales son joyas de la arquitectura decimonónica y de principios del siglo XX.

## Urbanismo

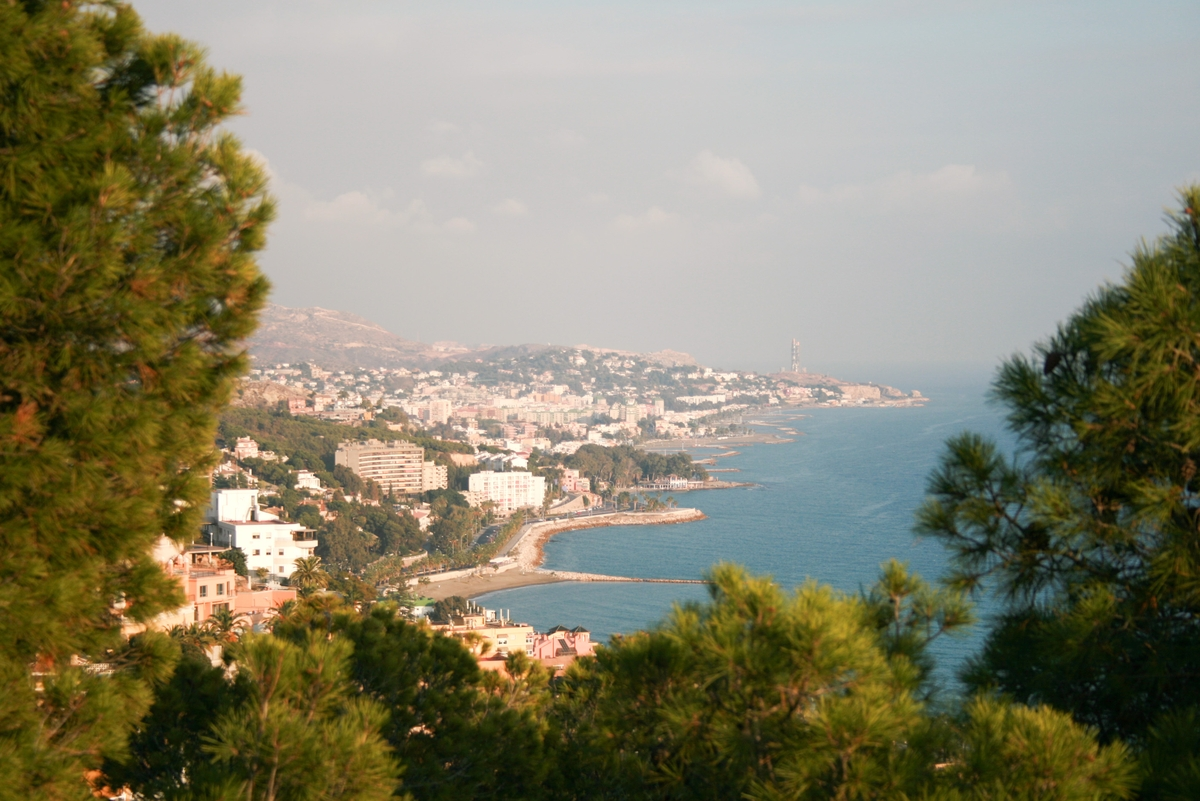
Vista del distrito 2 desde el monte Gibralfaro.

Aunque el distrito Este abarca casi toda la zona oriental del territorio del municipio de Málaga, el área propiamente urbanizada se reduce a una estrecha franja entre la costa y las empinadas montañas que la rodean (Monte Sancha, San Antón, El Morlaco...), sobre las cuales trepan progresivamente las urbanizaciones. Debido a que en este distrito se encuentran algunas de las mejores playas de la ciudad, son numerosos los establecimientos hoteleros. Aquí se encuentra además el puerto deportivo El Candado.
La principal arteria del distrito es la antigua Carretera de Almería, posteriormente llamada Avenida de Juan Sebastián Elcano, así como el Paseo Marítimo de Levante, que constituyen la única entrada a la ciudad desde Almería, exceptuando los accesos desde la Ronda Este (A-7), que circunda la zona urbana del distrito por el norte, si bien algunas urbanizaciones como el Pinar de San Antón, están ubicadas al norte de la ronda. Precisamente, la urbanización al norte de la ronda es actualmente uno de los asuntos más polémicos en la ciudad, ya que los Montes de Málaga se ven amenazados por el incontrolable proceso urbanizador.

## Edificios y lugares notables
Entre los lugares y edificios notables del distrito cabe destacar los Baños del Carmen, los Astilleros Nereo y el Monumento Natural del Peñón del Cuervo.
Entre las villas residenciales notorias pueden citarse Villa Fernanda o Villa Suecia entre otras.

## Población
Según datos del Ayuntamiento de Málaga de enero de 2013, en el distrito Este estaban censados 58.693 ciudadanos.
Población extranjera residente según nacionalidad
| País         | Población |
| ------------ | --------- |
| Rumania      | 547       |
| Marruecos    | 367       |
| Italia       | 363       |
| Francia      | 347       |
| Argentina    | 284       |
| Paraguay     | 278       |
| Ucrania      | 256       |
| Alemania     | 240       |
| Reino Unido  | 217       |
| Países Bajos | 142       |
| Otros        | 1.366     |
| Total        | 4.407     |

## Transporte

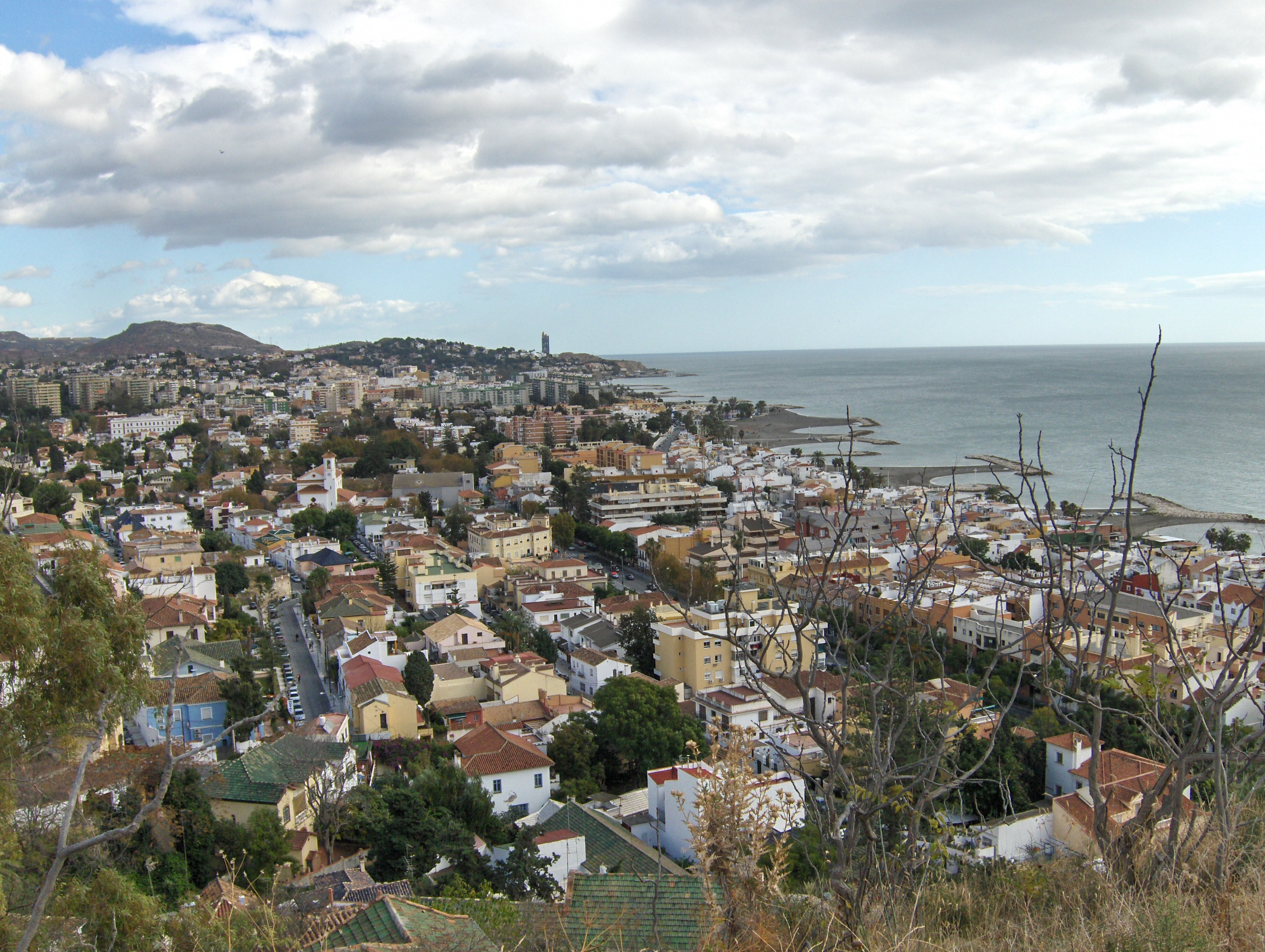
Pedregalejo.

El distrito Este estará conectado en un futuro a la red del metro de Málaga mediante la línea 3, que según el proyecto del metro, transcurrirá paralela a la costa entre La Malagueta y El Palo, y para la que se prevén 5 estaciones intermedias, todas ellas dentro del distrito.
En autobús queda conectado mediante las siguientes líneas de la EMT: 
| Línea | Trayecto                                             | Recorrido | Frecuencia    |
| ----- | ---------------------------------------------------- | --------- | ------------- |
| C2    | Circular 2                                           | Recorrido | 11-12 minutos |
| C3    | Parque Clavero                                       | Recorrido | 20 minutos    |
| 1     | Parque del Sur - Avda. Europa (San Andrés)           | Recorrido | 8-9 minutos   |
| 3     | Puerta Blanca - Alameda Principal - El Palo (Olías)  | Recorrido | 8 minutos     |
| 4     | Paseo del Parque - Cortijo Alto (Ciudad de Justicia) | Recorrido | 11-12 minutos |
| 11    | Universidad - El Palo                                | Recorrido | 8 minutos     |
| 14    | Paseo de la Farola - Teatinos                        | Recorrido | 11 minutos    |
| 16    | Paseo del Parque - La Térmica                        | Recorrido | 12-13 minutos |
| A     | Paseo del Parque - Aeropuerto                        | Recorrido | 30-35 minutos |
| 25    | Paseo del Parque - Santa Rosalía (Campanillas)       | Recorrido | 13-17 minutos |
| 29    | Jarazmín - El Palo                                   | Recorrido | 60 minutos    |
| 32    | Avenida de Andalucía - El Limonar                    | Recorrido | 16-18 minutos |
| 33    | Avenida de Andalucía - Cerrado de Calderón           | Recorrido | 25-35 minutos |
| 34    | Avenida de Andalucía - Pedregalejo (Bda. La Mosca)   | Recorrido | 30-35 minutos |
| 35    | Avenida de Andalucía - Gibralfaro                    | Recorrido | 40-50 minutos |
| 37    | Avenida de Andalucía - Altamira/Monte Dorado         | Recorrido | 25-30 minutos |
| N1    | Puerta Blanca - El Palo                              | Recorrido | 25 minutos    |

Y las siguientes líneas interurbanas del Consorcio de Transporte Metropolitano del Área de Málaga:
| Líneas interurbanas | Líneas interurbanas                        | Líneas interurbanas  | Líneas interurbanas |
| Línea               | Trayecto                                   | Recorrido y Horarios | Plano               |
| ------------------- | ------------------------------------------ | -------------------- | ------------------- |
| M-160               | Málaga-Rincón de la Victoria-Cotomar       | Recorrido y Horarios | Plano               |
| M-161               | Málaga-Totalán                             | Recorrido y Horarios | Plano               |
| M-162               | Málaga-Olías                               | Recorrido y Horarios | Plano               |
| M-163               | Málaga-Los Rubios                          | Recorrido y Horarios | Plano               |
| M-260               | Málaga-Vélez Málaga (por Torre Benagalbón) | Recorrido y Horarios | Plano               |
| M-261               | Málaga-Benagalbón-Moclinejo                | Recorrido y Horarios | Plano               |
| M-262               | Málaga-Benagalbón-Almáchar                 | Recorrido y Horarios | Plano               |
| M-360               | Málaga-Olías-Comares                       | Recorrido y Horarios | Plano               |
| M-362               | Málaga-Nerja (por Torre Benagalbón)        | Recorrido y Horarios | Plano               |
| M-363               | Málaga-Torrox (por Torre Benagalbón)       | Recorrido y Horarios | Plano               |
| M-364               | Málaga-Periana (por Torre Benagalbón)      | Recorrido y Horarios | Plano               |
| M-365               | Málaga-Riogordo (por Torre Benagalbón)     | Recorrido y Horarios | Plano               |

## Barrios
Baños del Carmen, Bellavista, Castillo de Santa Catalina, Cerrado de Calderón, Colinas del Limonar, Echeverría del Palo, El Candado, El Chanquete, El Drago, El Limonar, El Mayorazgo, El Morlaco, El Palo, El Polvorín, El Rocío, Fábrica de Cemento, Finca El Candado, Hacienda Clavero, Hacienda Miramar, Hacienda Paredes, Jarazmín, La Araña, La Mosca, La Pelusa, La Pelusilla, La Torrecilla, La Vaguada, La Viña, Las Acacias, Las Cuevas, Las Palmeras, Lomas de San Antón, Los Pinos del Limonar, Miraflores, Miraflores Alto, Miraflores del Palo, Miramar, Miramar del Palo, Olías, Parque Clavero, Parque de El Morlaco, Pedregalejo, Pedregalejo Playa, Peinado Grande, Pinares de San Antón, Playa Virginia, Playas del Palo, Podadera, San Francisco, San Isidro, Santa Paula Miramar, Torre de San Telmo, Valle de los Galanes, Villa Cristina, Virgen de las Angustias.